# Kerstin Jönßon
Kerstin Jönßon, auch Kerstin Joensson (geboren am 3. Juli 1964 in Glückstadt, Schleswig-Holstein) ist eine ehemalige deutsch-österreichische Handballspielerin.

## Vereinskarriere
Kerstin Jönßon begann mit dem Handball in Glückstadt. Im Jahr 1981 schaffte sie mit dem MTV Herzhorn den Aufstieg in die Bundesliga. Später war sie für den VfL Engelskirchen und in Österreich für Hypobank Südstadt Wien aktiv.

## Nationalmannschaft
Sie bestritt zunächst Länderspiele für die deutsche Nationalmannschaft. Mit dem Team des Deutschen Handballbundes (DHB) nahm sie an der Weltmeisterschaft 1982 teil, bei der sie in sechs Spielen 14 Tore erzielte. Auch bei den Olympischen Sommerspielen 1984 stand sie im deutschen Team. Im Dezember 1984 trat sie aus der DHB-Auswahl zurück.
Bei den Olympischen Sommerspielen 1992 lief sie mit der österreichischen Nationalmannschaft auf.

## Privates
Ihre Schwester Silke Jönßon spielte ebenfalls Handball. Seit 1992 ist Kerstin Joensson als freiberufliche Fotografin tätig.